# Tweede Kamerverkiezingen in het kiesdistrict 's-Gravenhage I (1897-1918)
Tweede Kamerverkiezingen in het kiesdistrict 's-Gravenhage I (1897-1918) geeft een overzicht van verkiezingen voor de Nederlandse Tweede Kamer in het kiesdistrict 's-Gravenhage I in de periode 1897-1918.
Het kiesdistrict 's-Gravenhage I was eerder ingesteld geweest in de periode 1848-1850. In 1897 werd het meervoudige kiesdistrict 's-Gravenhage gesplitst in drie enkelvoudige kiesdistricten, 's-Gravenhage I, 's-Gravenhage II en 's-Gravenhage III. Tot het kiesdistrict behoorde vanaf dat moment een gedeelte van de gemeente 's-Gravenhage.
Het kiesdistrict 's-Gravenhage I vaardigde in dit tijdvak per zittingsperiode één lid af naar de Tweede Kamer. 
Legenda
- cursief: in de eerste verkiezingsronde geëindigd op de eerste of tweede plaats, en geplaatst voor de tweede ronde;
- vet: gekozen als lid van de Tweede Kamer.

## 15 juni 1897
De verkiezingen werden gehouden na ontbinding van de Tweede Kamer.
|                  | 15 juni |
| ---------------- | ------- |
| Kiesgerechtigden | 5.025   |
| Opkomst          | 3.850   |
| Geldige stemmen  | 3.812   |
| Blanco stemmen   | 38      |
| Kandidaten       |         |
| J. Krap          | 1.967   |
| H.J. Smidt       | 1.026   |
| F. Mol           | 507     |
| J. Roëll         | 266     |
| J.P. Crombet     | 46      |

## 14 juni 1901
De verkiezingen werden gehouden na ontbinding van de Tweede Kamer.
|                  | 14 juni | 27 juni |
| ---------------- | ------- | ------- |
| Kiesgerechtigden | 6.345   | 6.345   |
| Opkomst          | 4.149   | 4.376   |
| Geldige stemmen  | 4.056   | 4.336   |
| Blanco stemmen   | 93      | 40      |
| Kandidaten       |         |         |
| J. Krap          | 1.643   | 2.172   |
| W. Dolk          | 1.307   | 2.164   |
| J.A. Bergmeyer   | 681     |         |
| D. van Houten    | 344     |         |
| F. Mol           | 81      |         |

## 16 juni 1905
De verkiezingen werden gehouden na ontbinding van de Tweede Kamer.
|                      | 16 juni | 28 juni |
| -------------------- | ------- | ------- |
| Kiesgerechtigden     | 8.853   | 8.853   |
| Opkomst              | 6.824   | 7.283   |
| Geldige stemmen      | 6.687   | 7.233   |
| Blanco stemmen       | 137     | 50      |
| Kandidaten           |         |         |
| J. Limburg           | 2.267   | 4.102   |
| J. Krap              | 2.736   | 3.131   |
| J.A. Bergmeyer       | 1.370   |         |
| J.H. Valckenier Kips | 291     |         |
| T.B.V. Dill          | 23      |         |

## 11 juni 1909
De verkiezingen werden gehouden na ontbinding van de Tweede Kamer.
|                  | 11 juni | 23 juni |
| ---------------- | ------- | ------- |
| Kiesgerechtigden | 10.950  | 10.950  |
| Opkomst          | 7.346   | 8.380   |
| Geldige stemmen  | 7.222   | 8.286   |
| Blanco stemmen   | 124     | 94      |
| Kandidaten       |         |         |
| K. ter Laan      | 2.199   | 4.367   |
| J. Krap          | 3.035   | 3.919   |
| J. Limburg       | 1.988   |         |

## 17 juni 1913
De verkiezingen werden gehouden na ontbinding van de Tweede Kamer.
|                  | 17 juni | 25 juni |
| ---------------- | ------- | ------- |
| Kiesgerechtigden | 13.029  | 13.029  |
| Opkomst          | 10.834  | 10.562  |
| Geldige stemmen  | 10.658  | 10.475  |
| Blanco stemmen   | 176     | 87      |
| Kandidaten       |         |         |
| K. ter Laan      | 4.836   | 6.329   |
| C. Smeenk        | 3.682   | 4.146   |
| E. Deen          | 1.933   |         |
| A. ten Bosch     | 164     |         |
| L.L.H. de Visser | 43      |         |

## 15 juni 1917
De verkiezingen werden gehouden na ontbinding van de Tweede Kamer.
|                  | 15 juni |
| ---------------- | ------- |
| Kiesgerechtigden | 16.470  |
| Opkomst          | 4.889   |
| Geldige stemmen  | 4.647   |
| Blanco stemmen   | 242     |
| Kandidaten       |         |
| K. ter Laan      | 3.755   |
| H.L. Israëls     | 584     |
| L.L.H. de Visser | 308     |

## Opheffing
De verkiezing van 1917 was de laatste verkiezing voor het kiesdistrict 's-Gravenhage I. In 1918 werd voor verkiezingen voor de Tweede Kamer overgegaan op een systeem van evenredige vertegenwoordiging met kandidatenlijsten van politieke partijen.